# Elías Tormo
Elías Tormo y Monzó (ur. 24 czerwca 1869 w Albaida, zm. 21 grudnia 1957 w Madrycie) – hiszpański historyk i krytyk sztuki i literatury, archeolog i polityk.
Studiował prawo w Walencji oraz nauki humanistyczne w Madrycie. Kierował katedrą historii sztuki w Universidad Central, którego był także rektorem. Jest autorem licznych monografii. Wraz z Manuelem Gómezem-Moreno założył Archivo Español de Arte y Arqueología, (Hiszpańskie Archiwum Sztuki i Archeologii), czasopismo, którego był dyrektorem. Był członkiem Królewskiej Akademii Sztuk Pięknych św. Ferdynanda i Królewskiej Akademii Historii.